# Белгородский государственный технологический университет
Белгородский государственный технологический университет имени В. Г. Шухова (БГТУ имени В. Г. Шухова) — высшее учебное заведение в Белгороде. Обучает специалистов для строительного комплекса и строительной индустрии. В апреле 2017 года стал одним из региональных опорных университетов.

## История
Основан в 1954 году по Постановлению Совета Министров СССР № 797 как Белгородский государственный технологический институт строительных материалов (БТИСМ).
В 1970 году началось строительство институтского кампуса, включающего учебно-лабораторные корпуса, библиотеку, дворец культуры, спортивные залы, комбинат питания, студенческие общежития и другие объекты. В возведении корпусов активное участие принимали студенческие строительные отряды, на субботниках трудились преподаватели и сотрудники института.
В 1979 году БТИСМ было присвоено имя И. А. Гришманова (министра промышленности строительных материалов СССР в 1965—1979 годы).  В это время на 4 факультетах обучалось более 5 000 студентов.
В апреле 1994 года институт был преобразован в Белгородскую государственную технологическую академию строительных материалов (БелГТАСМ).
К 2000 году подготовка инженерных кадров велась на 8 факультетах по 20 специальностям и специализациям, в вузе обучалось около 10 000 студентов, академия была включена в реестр международно аккредитованных вузов.
В марте 2003 года вуз получил статус университета. В этом же году университету присвоено имя Владимира Григорьевича Шухова.
Памятник выдающемуся инженеру и учёному В.Г. Шухову был установлен на центральной площади вуза в 2001 году. Его авторы –  скульптор А. А. Шишков и архитектор В. В. Перцев.
В 2006 году в университете действовало 5 диссертационных советов, в том числе 3 докторских, в аспирантуре обучалось около 400 аспирантов и соискателей. Преподавание  вели более 100 докторов наук и профессоров, 350 кандидатов наук и доцентов. Из общего объёма научных исследований вуза свыше 75 процентов выполнялось по заказам строительной отрасли.
В 2011  году университет завершил переход на двухуровневую систему высшего профессионального образования. Общее количество студентов всех форм обучения превысило  25 000.
К 2017 году, когда вуз вошел в число 33 опорных университетов России, его научно-образовательный инновационный комплекс включал: Белгородский центр новых информационных технологий, Бизнес-инкубатор, Инженерный центр «Энергосбережение», Испытательный центр «БГТУ-сертис», Учебно-научно-производственный комплекс «Технолог», ряд студенческих конструкторско-технологических бюро, Центр инноваций и дизайна (в структуре которого – Центр молодежного инновационного творчества «Метаморфоза», архитектурная мастерская) и другие подразделения.
В декабре 2017 года в БГТУ им. В.Г. Шухова прошёл межвузовский форум «Опорные 
университеты – драйверы развития регионов».  В работе форума приняли  участие:  заместитель Министра образования и науки Российской Федерации Л.М. Огородова, губернатор Белгородской области Е.С. Савченко, свыше 1000 представителей более чем ста вузов России.
В 2018 году университет вошёл в число учебных заведений, участвующих в реализации российского приоритетного проекта «Вузы как центры пространства создания инноваций».

## Международное сотрудничество
С 1993 года вуз ведёт подготовку национальных кадров для зарубежных стран.
В 2018 году в университете действовало более 110 международных соглашений; обучалось более 1800 иностранных студентов из 67 стран мира,  в 2019 году – более двух тысяч из 71 государства.
Реализуются совместные академические, научные и культурные  проекты с вузами Сербии, Франции, Германии, Чехии, Италии, Марокко, Египта, Уганды и других стран.
С 2014 года развивается сотрудничество с вузами Китая. Заключены соглашения с Тяньцзиньским университетом иностранных языков, Харбинским политехническим университетом,  Шаньдунским университетом госуправления и другими вузами.
Университет стал местом проведения международных форумов народной дипломатии, которые состоялись в 2017 и 2019 годах. В работе второго форума «Роль выпускников в развитии делового партнерства» приняли участие послы, дипломаты, ученые из 30 стран мира, руководители крупнейших российских вузов, представители власти и бизнеса.
В 2008 году начала работу летняя школа русского языка для иностранных студентов, аспирантов и преподавателей. Ежегодно более 100 граждан Франции, Сербии, Италии, Испании, Польши, США и других государств приезжают в БГТУ им. В.Г. Шухова для изучения русского языка и знакомства с культурой России.
Созданы Ресурсный центр немецкого и французского языков (2007),  Сербский центр (2016), содействующие научно-образовательному и культурному сотрудничеству. Более 300 человек – преподавателей и студентов – ежегодно участвуют  в программах академической мобильности, двойных дипломов с зарубежными вузами.
С 2015 года в базе университета проходят международные пленэры по  архитектуре, скульптуре и живописи, в которых принимают участие российские и зарубежные мастера. Созданные во время пленэров скульптурные композиции установлены на территории вуза и в культурно-исторических местах Белгородской области.
На территории БГТУ им. В.Г. Шухова заложена «Аллея Дружбы». По сложившейся традиции зарубежные гости сажают деревья как символ плодотворного сотрудничества и добросердечного общения.

## Рейтинги
В 2014 году агентство «Эксперт РА», включило ВУЗ в список ста лучших высших учебных заведений Содружества Независимых Государств, где ему был присвоен рейтинговый класс «Е». Это же агентство поставило Белгородский государственный технологический университет имени В. Г. Шухова на 64 место среди российских вузов.
В 2020 году в рейтинге технических вузов России, который  проводится ООО «Универэксперт – Академический критик» в рамках проекта «Национальное признание»,  БГТУ им. В.Г. Шухова занял 24 место.
В «Национальном рейтинге университетов – 2020» независимого информационного агентства «Интерфакс»  вуз находится на 74 позиции, при этом в сфере «Инноввации» университет занимает 11 место.
По данным рейтинга «100 лучших вузов России», проводимого аналитическим агентством RAEX в 2024 году,  БГТУ им. В.Г. Шухова находится на 64 месте.
БГТУ входит в число лидеров в предметных рейтингах по версии рейтингового агентства RAEX (РАЭКС Аналитика): направление "строительство" - 8-е место, химические технологии - 20-е место, техника и технологии наземного транспорта - 17-е место. 
Университет входит в число российских вузов, участвующих в международных рейтингах. В рейтинге Round University Ranking, проводимом в 2020 году, вуз занимает 809 позицию.  В рейтинге «Три миссии университета – 2024» БГТУ им. В.Г. Шухова входит в сотню вузов, разделяющих 1401-1500 места, а в списке российских вузов входит в диапазон 67-81 мест, в Пилотном рейтинге университетов стран БРИКС 2024 г. находится в полусотне вузов, занимающих 301-350 позиции.

## Институты в структуре университета
- Архитектурный институт (АИ);

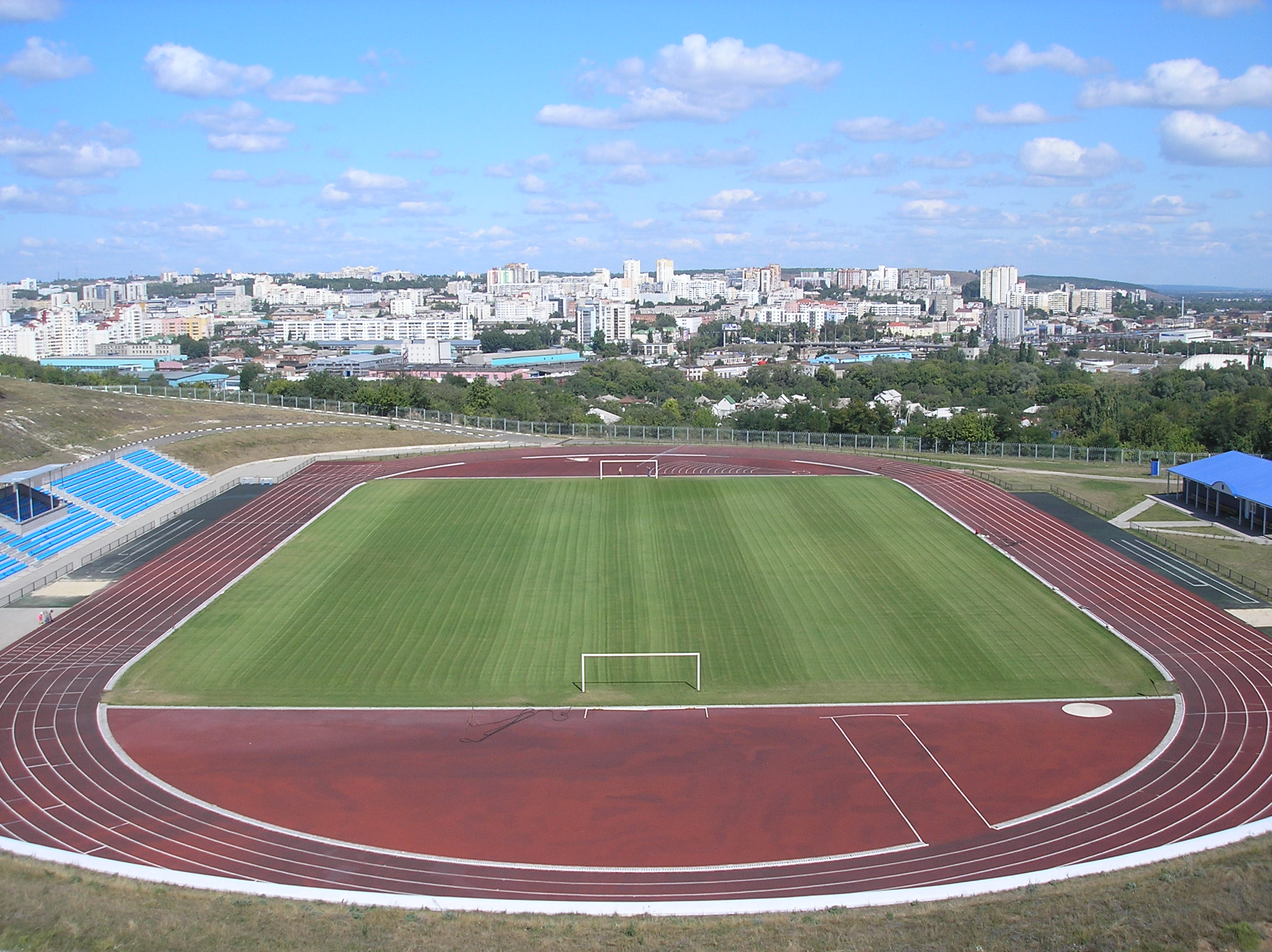
Стадион БГТУ имени В. Г. Шухова.

- Инженерно-строительный институт (ИСИ);
- Институт информационных технологий и управляющих систем (ИИТУС);
- Институт энергетики и электроники (ИЭиЭ);
- Институт технологического оборудования и машиностроения (ИТОМ);
- Химико-технологический институт (ХТИ);
- Институт экономики и менеджмента (ИЭМ);
- Транспортно-технологический институт (ТТИ);
- Институт магистратуры (ИМ);
- Институт заочного образования (ИЗО). Был организован как вечерний факультет с заочным отделением и вскоре вырос в институт.

## Филиалы
- Новороссийский;
- Губкинский;
- Северо-Кавказский[36].

## Вестник БГТУ им. В. Г. Шухова
«Вестник БГТУ им. В. Г. Шухова» — научно-теоретический журнал, выпускаемый Белгородским государственным технологическим университетом. Издание охватывает широкий круг тем, в том числе проблемы естественных наук, строительного материаловедения, строительства, архитектуры, технологии производства строительных материалов, оборудования, транспорта, энергетики и информационных технологий, экономики и проблемы высшей школы.
С 2007 журнал входит в перечень ведущих рецензируемых научных журналов и изданий, в которых должны быть опубликованы основные научные результаты диссертаций на соискание ученой степени кандидата и доктора наук. В настоящее время журнал выходит ежемесячно.
Журнал включен в утверждённый ВАК Минобрнауки России Перечень рецензируемых научных изданий, в которых должны быть опубликованы основные научные результаты диссертаций на соискание ученой степени доктора и кандидата наук.
Редакция журнала сотрудничает с учеными из более 40 вузов и организаций России и стран ближнего и дальнего зарубежья.

## Награды
В 1981 году Белгородский технологический институт строительных материалов им. И.А. Гришманова награждён переходящим Красным знаменем Минвуза СССР и ЦК профсоюза работников просвещения, высшей школы и научных учреждений «за повышение эффективности и качества учебно-методической и научно-исследовательской работы, подготовку высококвалифицированных специалистов».
Институт становился победителем Всесоюзного соревнования за лучшую организацию условий труда, быта и отдыха студентов и награждался Красным знаменем Минвуза СССР и ЦК профсоюза работников просвещения, высшей школы и научных учреждений в 1983, 1984 и 1985 годах.
В 2014 году БГТУ им. В.Г. Шухова «за высокие трудовые достижения, большой вклад в социально-экономическое развитие Белгородской области» награждён медалью «За заслуги перед Землёй Белгородской» II степени. В этом же году университет занял второе место во Всероссийском конкурсе, организованном Министерством труда и социальной защиты «Российская организация высокой социальной эффективности», вуз победил в номинации «За формирование здорового образа жизни в организациях непроизводственной сферы».[значимость факта?]
В 2016 году БГТУ им. В.Г. Шухова награждён дипломом победителя  открытого конкурса среди вузов России «Здоровый университет».  Конкурс проводился Ассоциацией по улучшению состояния здоровья и качества жизни населения «Здоровые города, районы и посёлки» совместно с МГТУ им. Н.Э. Баумана и при поддержке Совета Федерации Федерального собрания РФ.
Два диплома победителя получил БГТУ им. В.Г. Шухова  по результатам конкурса 2017 года студенческих инициатив среди опорных университетов России. В группе «А» победу вузу принёс научно-инновационный молодежный проект – 
инженерно-гоночная команда SHUKHOV RACING TEAM, в группе «Б» –  каникулярная инновационная школа «Наукоград НИКА».

## Память

### Музейно-выставочный комплекс
В 1979 году в вузе был создан музей, экспонаты и документы которого рассказывают об истории и современных достижениях университета. Отдельные экспозиции посвящены выдающемуся инженеру Владимиру Григорьевичу Шухову, ведущим учёным БГТУ им. В. Г. Шухова, ветеранам Великой Отечественной войны, в разные годы работавшим в вузе.
В 2011 году на базе музея и выставочного центра, действующего с 2000 года, образован музейно-выставочный комплекс, который стал историческим и культурно-просветительским центром университета, приобрёл статус инновационной площадки.

### Мемориальные доски
По сложившейся традиции, в память о преподавателях и сотрудниках университета, внёсших большой вклад в развитие вуза, устанавливаются мемориальные доски. На кафедре теоретической и прикладной химии открыта памятная доска доктору химических наук, члену Российской академии естествознания Карлу Францевичу Паусу, создателю научной школы «Физика-химия дисперсных систем», почётному профессору университетов Китая, Албании, Египта, Вьетнама, ветерану Великой Отечественной войны Карлу Францевичу Паусу.
Мемориальная доска в честь доктора технических наук, профессора, Заслуженного деятеля науки РФ, Почётного работника Высшей школы Ии Германовны Лугининой установлена на кафедре технологии цемента и композиционных материалов, создателем и руководителем которой она была более десяти лет.
В память о Юрии Юлиановиче Вейнгольде, докторе философских наук, профессоре, действительном члене РАЕН, Заслуженном деятеле науки РФ, ветеране Великой Отечественной войны открыта мемориальная доска на кафедре теории и методологии науки.
На кафедре физического воспитания и спорта установлены памятные доски в честь Владимира Степановича Кичигина, Заслуженного работника физической культуры РФ, судьи всесоюзной категории, заведующего кафедрой (1972—1990 гг.), и Юрия Наумовича Венгеровского, Заслуженного мастера спорта СССР, Олимпийского чемпиона по волейболу (1964 г.), преподавателя кафедры, старшего тренера волейбольной команды «Технолог», ставшей обладателем кубка РС СДСО «Буревестник» (1976—1977 гг.), и её приемника — команды «Белогорье-Динамо», неоднократного чемпиона и обладателя кубка России в 1990-е годы.

### Сохранение памяти об участниках и событиях Великой Отечественной войны
В 2015 году у аллеи, посаженной в честь ветеранов Великой Отечественной войны, установлена стела Памяти и таблички с именами фронтовиков — преподавателей и сотрудников университета.
Военно-учебному центру БГТУ им. В. Г. Шухова в 2019 году присвоено имя генерала Николая Ватутина. В здании центра установлен бюст Н. Ф. Ватутина.
С 1977 года студенты шефствуют над могилой неизвестного летчика, погибшего при освобождении Белгорода в 1943 году. Силами студенческого строительного отряда «Монолит» был установлен памятник, благоустроена территория. При бережном уходе отлитый из бетона памятник сохранялся более 30 лет. В 2010 году мемориал был обновлен по инициативе администрации города Белгорода.
12 июля 2020 года в селе Прелестном Прохоровского района Белгородской области открыт мемориал «Перекрёсток памяти», выполненный по проекту студентки Архитектурного института БГТУ им. В. Г. Шухова Женнифер Леткеманн. Он посвящён женщинам, которые не дождались с войны своих отцов, мужей, сыновей. В изготовлении и установке мемориала непосредственное участие принимал университет.